# Ozineus orbiculus
Ozineus orbiculus là một loài bọ cánh cứng trong họ Cerambycidae.